# Csokvaomány
Csokvaomány est un village et une commune du comitat de Borsod-Abaúj-Zemplén en Hongrie. La commune a été créée en 1943 par fusion de Csokva et Omány